# 502년

## 연호
- 남제(南齊) 중흥(中興) 2년
- 남량(南梁) 천감(天監) 원년
- 북위(北魏) 경명(景明) 3년

## 기년
- 남제(南齊) 화제(和帝) 2년
- 남량(南梁) 무제(武帝) 원년
- 북위(北魏) 선무제(宣武帝) 3년
- 신라(新羅) 지증왕(智證王) 3년
- 고구려(高句麗) 문자명왕(文咨明王) 12년
- 백제(百濟) 무령왕(武寧王) 2년

## 사건
- 남제 멸망, 남량 성립
- 신라, 순장을 금함.

## 사망
- 백제(百濟)의 문료(文臣) 백가(苩加)